# 貝恩德巴赫河
51°09′38″N 7°51′05″E / 51.160486°N 7.851526°E
貝恩德巴赫河（德語：Berndebach），是德國的河流，位於該國西部，處於北萊茵-威斯特法倫州，屬於努特梅克河的左支流，河道全長4.4公里，流域面積6.7平方公里。